# The Signature at MGM Grand
The Signature at MGM Grand é um hotel-condomínio no resort MGM Grand Las Vegas, em Paradise, Nevada, Estados Unidos. 
Foi construído por uma parceria entre a MGM Mirage e a Turnberry Associates no local do antigo MGM Grand Adventures Adventures Theme Park, embora oficialmente possua um endereço off-strip da 145 East Harmon Avenue. Possui três torres idênticas de 38 andares, cada uma composta por 576 unidades totalmente mobiliadas. 
A maioria das unidades do condomínio era de propriedade privada. Se o proprietário de uma unidade escolher, ele pode ingressar no “programa de locação”, colocando suas unidades no inventário de quartos do hotel para serem oferecidas como suítes de luxo pela The Signature quando não estiverem ocupadas pelo proprietário. O proprietário, menos as taxas de manutenção, marketing e manutenção do hotel, recebe uma divisão da taxa de aluguel da unidade do proprietário. 
O desenvolvedor Turnberry/MGM Grand Towers entrou com pedido pedido de falência no capítulo 11 após a Grande Recessão de 2008. Proprietários de 545 unidades do condomínio, por sua vez, processaram o desenvolvedor por fraude, alegando que as unidades foram alugadas por preços inferiores aos de luxo. 

## História
Em 20 de dezembro de 2003, a MGM Resorts International e a Turnberry Associates anunciaram a formação de uma parceria para construir o condomínio de luxo, afirmando que construiriam até seis torres, cada uma com até 40 andares. A primeira fase deste projeto envolveu a venda de unidades de condomínio para pessoas físicas e investidores. Durante esta fase, o projeto foi referido como The Residences, The Residences at MGM Grand  e/ou The Residences: A Condo Hotel by Turnberry. A primeira torre foi vendida em 90 dias, provando que o conceito foi bem recebido. A segunda torre já estava 50% vendida quando a construção começou no final de 2004. 
Em outubro de 2004, a The Residences comemorou sua inovação, tornando-se o primeiro projeto de condomínio-hotel em arranha-céus com vista para estrada para começar a construção. Outros empreendimentos deste tipo começaram desde então em Las Vegas, com muitos deles não conseguindo financiamento ou apoio necessários. Em 12 de maio de 2006, a primeira torre abriu para ocupação. A abertura bem-sucedida do The Signature at MGM Grand parece ser auxiliada por sua conexão com os recursos e comodidades do The MGM Grand Hotel & Casino . 

## Acesso ao MGM Casino
O edifício é conectadao ao MGM Grand Casino principal através de várias esteiras rolantes que atravessam duas das três torres (Torre 1 e 2). A Torre 3 é acessível através de um corredor entre as torres 2 e 3. O tempo do casino principal para a torre mais distante (Torre 3) é de cerca de 8 minutos caminhando. 

## Galeria

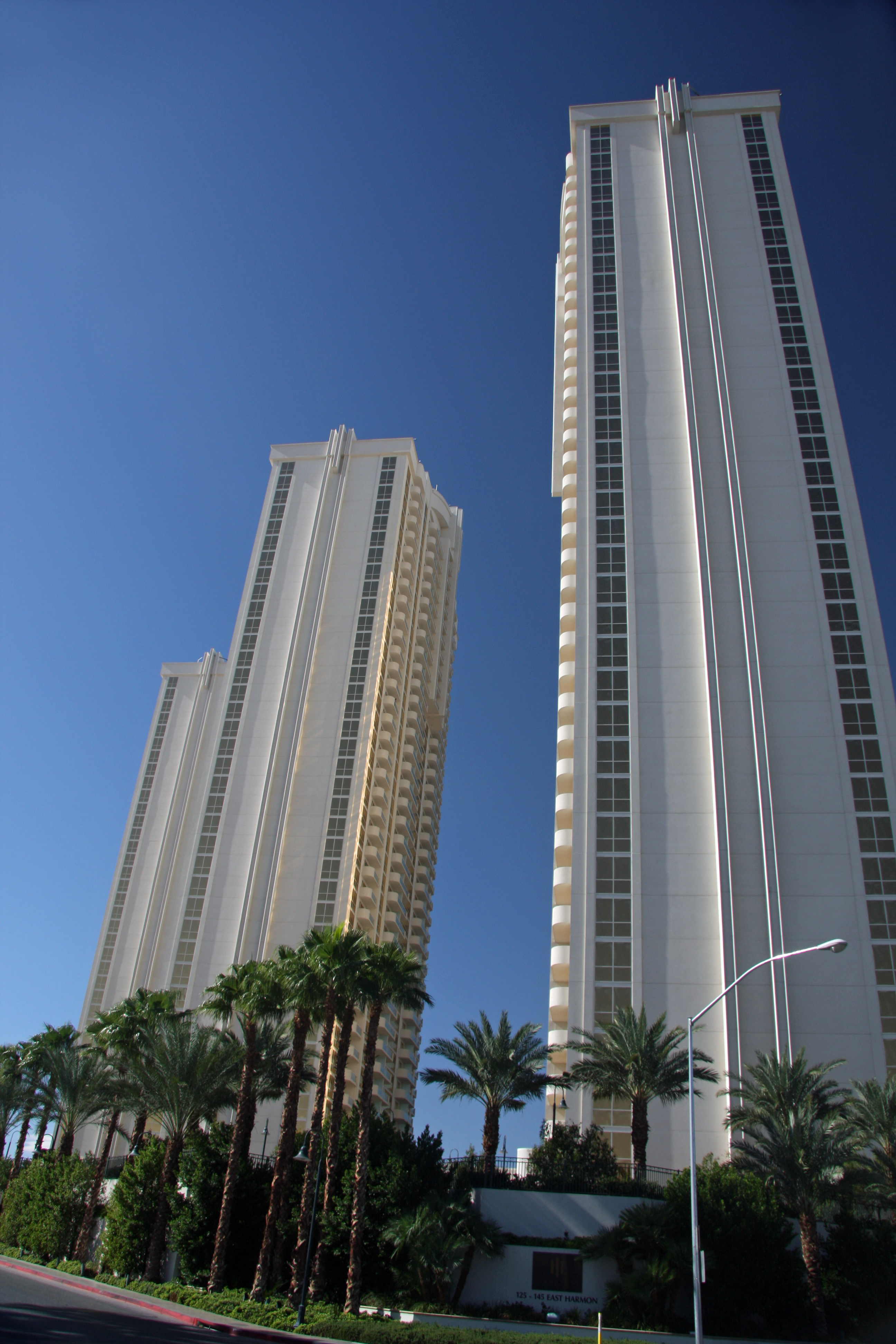
Harmon Ave East
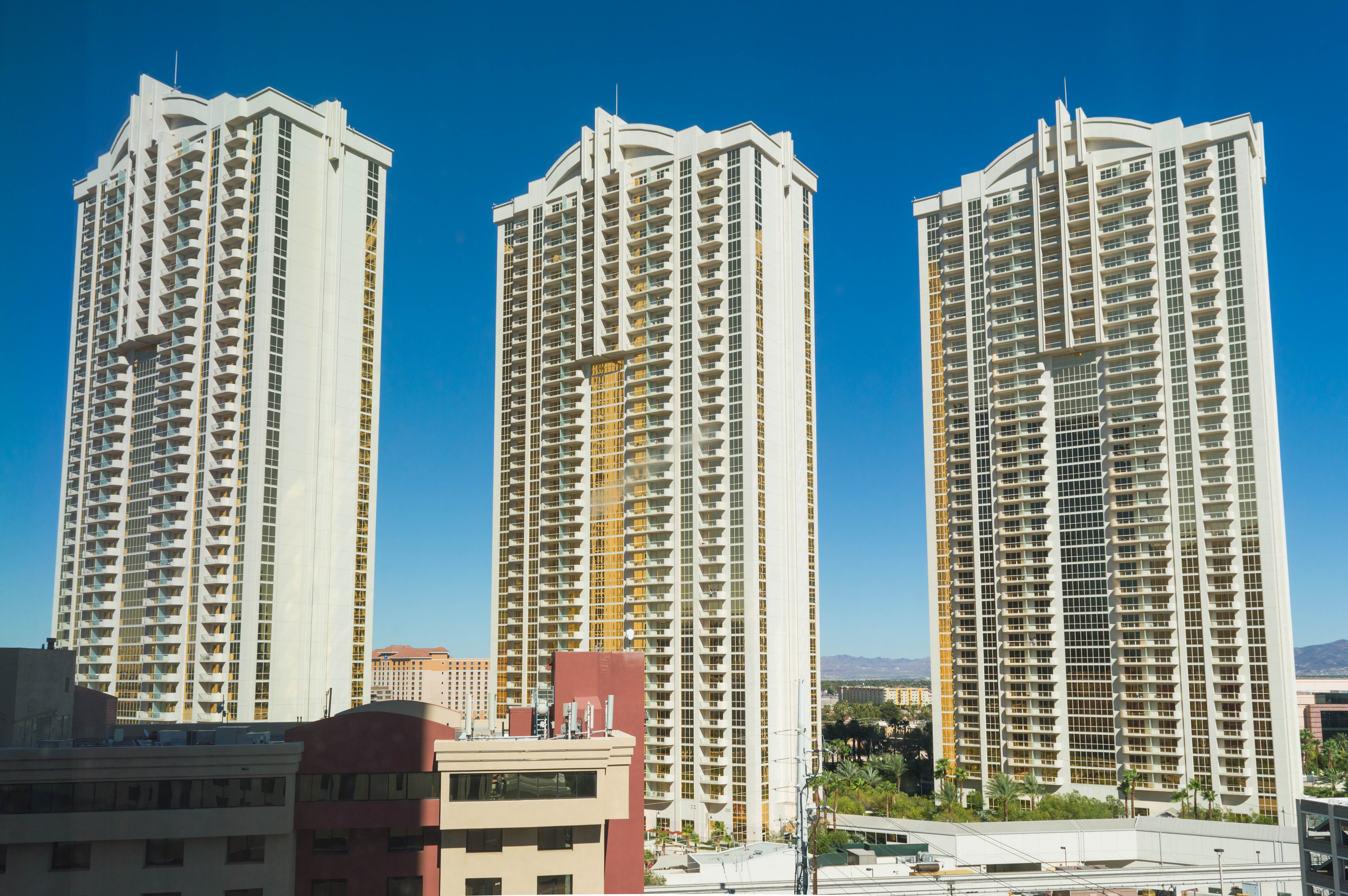
The Signature at MGM Grand, Las Vegas
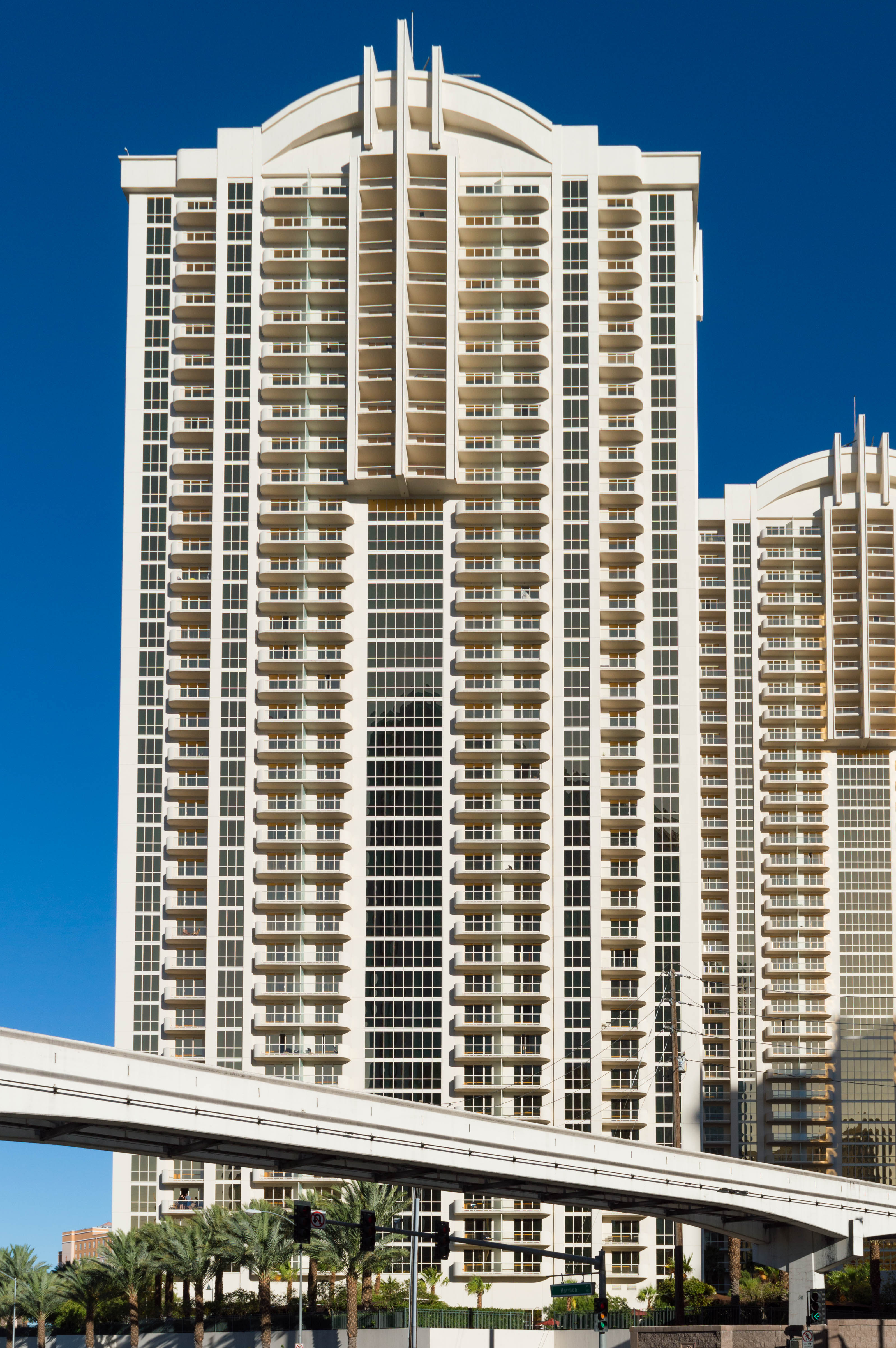
The Signature